# 10966 van der Hucht
A 10966 van der Hucht (ideiglenes jelöléssel 3308 T-1) a Naprendszer kisbolygóövében található aszteroida. Cornelis Johannes van Houten,  Ingrid van Houten-Groeneveld és Tom Gehrels fedezte fel 1971. március 26-án.